# 크럼펫
크럼펫(영어: Crumpet)은 밀가루와 이스트로 만드는 빵이자 케이크이다. 주로 잉글랜드에서 유명하며, 스코틀랜드와 영국의 다른 지방에서도 쉽게 찾을 수 있다.

## 역사
크럼펫은 앵글로-색슨족으로부터 만들어졌다. 이 사실은 1382년 영국의 소설 번역가였던 존 위클리프가 쓴 책에서 처음 알려졌다. 초기의 크럼펫은 빅토리아 시대의 부드러운 크럼펫에 비해서 딱딱한 케이크에 가까웠다. 근세에 들어서자 잉글랜드 중부와 런던 등지의 제빵사들이 추가적인 베이킹파우더를 넣는 방법으로 크럼펫에 특징적인 구멍을 내기 시작하였다. 빅토리아 시대부터는 이스트 또한 크럼펫의 주 재료가 되었다.

## 같이 보기
- 팬케이크
- 앵글로-색슨족
- 잉글랜드 요리